# ألوين جورج ديفيز
ألوين جورج ديفيز (بالإنجليزية: Alwyn George Davies)‏ (مواليد 1926) وهو كيميائي بريطاني وأستاذ فخري حاصل على زمالة الجمعية الملكية في كلية لندن الجامعية.

## حياته
حصل على درجة البكالوريوس من كلية لندن الجامعية في عام 1946 ، ودرجة الدكتوراه في عام 1949.
درس مع كريستوفر كلك إنغولد. وكان محاضرا في جامعة سري من 1949 إلى 1953. درس في كلية لندن الجامعية من 1953 إلى 1991.

## أعماله
- البيروكسيدات العضوية، بتروورث، 1961
- الكيمياء العضوية. VCH. 1997. ISBN:978-3-527-29049-9. مؤرشف من الأصل في 2020-03-03.; Wiley-VCH, 2004, (ردمك 978-3-527-31023-4)
- الكيمياء. جون وايلي وأولاده. 2008. ISBN:978-0-470-75808-3. مؤرشف من الأصل في 2020-03-03. {{استشهاد بكتاب}}: الوسيط غير المعروف |المحررين= تم تجاهله (مساعدة)

## وصلات خارجية
- http://www.ucl.ac.uk/chemistry/staff/emeritus/alwyn_davies/research
- https://web.archive.org/web/20120426041635/http://solarsaddle.wordpress.com/2011/01/22/william-ramsay-a-blue-plaque-9-february-2011/